# Криворожская городская комсомольская организация
Криворожская городская комсомольская организация — молодёжная организация в городе Кривой Рог.

## История
Первая комсомольская ячейка в городе образована 15 июня 1919 года. В здании театра «Колизей» на городском собрании молодёжи 15 юношей и девушек вступили в организацию.
В 1919—1920 годах возникли организации в Долгинцево, Ингульце, на предприятиях и в близлежащих сёлах.
В августе 1919 года, на момент захвата Кривбасса деникинцами, в организации было более 50 человек, большинство из которых вступило в 1-й Криворожский коммунистический полк и участвовало в вооружённой борьбе с белогвардейцами, часть комсомольцев осталась в подполье. В боях под Екатеринославом 17 раненых криворожских комсомольцев были схвачены и замучены врагом.
В конце 1919 года организация насчитывала 100 человек. В январе 1920 года организация возобновила деятельность, в марте 1920 года создан криворожский уездный, в августе — городской комитет комсомола.
Первые комсомольцы Криворожья боролись против Деникина, белополяков, Врангеля, кулаков, восстанавливали промышленность бассейна.
С 1932 года комсомольская организация участвовала в стройках пятилеток.
В конце 1940 года организация насчитывала 12 235 человек, став одной из самых крупных в УССР.
В годы Великой Отечественной войны большинство комсомольцев боролись с немецко-фашистскими захватчиками на фронтах, они же составляли основную массу членов подпольных антифашистских организаций в оккупированном городе, например, группа Николая Решетняка, «Дзержинец», «Красногвардеец».
Организация внесла вклад в послевоенное восстановление и развитие Кривбасса, участвовала в ударных стройках 1950—1960-х годов в городе.
На 1969 год в организации состояло 62 тысячи человек.

## Характеристика
Первые секретари:
- Семён Грингут;
- Смольников В.;
- Бабушкин Н.;
- Савин Г.;
- Ялов В.;
- Усов Г.;
- Заболоцкий;
- Уваров Н. (1932);
- Шангин, Борис Григорьевич (1934—1937);
- Папуша Н. (1937);
- Батурин Григорий Трифонович (с 1937);
- Цейтленок В. (1937—1940);
- Колесников И. (1940—1941);
- Росин Дмитрий (октябрь 1946 — октябрь 1948);
- Шнайдер Алексей Александрович (октябрь 1948 — сентябрь 1953);
- Ровенский Виктор Яковлевич (сентябрь 1953 — июнь 1957);
- Сергиенко Василий Иванович (1957—1959);
- Шамрай Николай Феодосиевич (1959—1961);
- Бондаренко Владимир (1961—1964);
- Гиренко, Андрей Николаевич (1964—1967);
- Довбня Виктор Михайлович (1967—1969);
- Славиков Валерий Владимирович (1969—1975);
- Шулин Юрий Николаевич (1975—1979);
- Снижко Алексей Иванович (1980—1984);
- Цыбань Алексей Николаевич (1984—1986);
- Чакин Пётр Алексеевич (1986—1988);
- Сычов Вячеслав (1988—1991).

## Награды
- Орден Трудового Красного Знамени (17 мая 1966[3]) — за трудовой героизм на ударных стройках и успехи в исполнении семилетки.

## Память
- В 1958 году на металлургическом заводе «Криворожсталь» задули самую большую на то время в мире доменную печь № 4 «Криворожская-Комсомольская»[6];
- Именем названа горная вершина Комсомолия Кривбасса (высота 3500 м) на Северном Кавказе в Северной Осетии, возле города Владикавказ[7];
- Премия имени Комсомола Кривбасса.